# Maksym Pawłenko
Maksym Mychajłowycz Pawłenko, ukr. Максим Михайлович Павленко (ur. 15 września 1975 w Kijowie) – ukraiński futsalowiec grający na pozycji napastnika, a wcześniej pomocnika, trener piłkarski.

## Kariera piłkarska
Wychowanek Szkoły Sportowej Dynamo Kijów. Trenował się w jednej grupie z Andrijem Szewczenko i Wjaczesławem Kernozenko. Potem kontynuował szkolenie w Leningradzkim Internacie Sportowym. Podczas służby wojskowej grał w SKA Odessa. 30 czerwca 1993 rozpoczął karierę piłkarską w składzie drugiej drużyny Dynama Kijów. Latem 1995 zmienił piłkę nożną na futsal. Najpierw bronił barw Interkasu Kijów. Latem 2003 przeszedł do MFK Szachtar Donieck, skąd został wypożyczony do Tytanu Makiejewka i ŁTK Ługańsk. Po dwóch sezonach wrócił na rok do Interkasu Kijów. Potem występował w kazachskim Aktobe-BTA Aktobe. Latem 2008 został zaproszony do Tajmu Lwów. W 2010 przeniósł się do Enerhii Lwów. Przez sześć sezonów w składzie Enerhii rozegrał 183 mecze, w których zdobył 121 bramek (drugi najlepszy wynik w historii klubu). W latach 2013–2016 łączył również funkcje głównego trenera Enerhii. 16 września 2016 podpisał kontrakt z Urahanem Iwano-Frankiwsk, w którym zakończył karierę piłkarza w roku 2017.

## Kariera trenerska
Jeszcze w 2013 rozpoczął karierę szkoleniowca. Trenował Enerhię Lwów jednocześnie grając w niej. 14 lutego 2017 został mianowany na stanowisko głównego trenera Urahanu Iwano-Frankiwsk.

## Sukcesy i odznaczenia

### Sukcesy piłkarskie
Interkas Kijów
- mistrz Ukrainy: 1998/99, 1999/00, 2002/03
- wicemistrz Ukrainy: 1996/97, 1997/98, 2000/01, 2001/02
- brązowy medalista mistrzostw Ukrainy: 2005/06
- zdobywca Pucharu Ukrainy: 1999/00, 2000/01
- finalista Pucharu Ukrainy: 1997/98, 2001/02
- finalista Superpucharu Ukrainy: 2005

MFK Szachtar Donieck
- mistrz Ukrainy: 2003/04
- zdobywca Pucharu Ukrainy: 2003/04

Aktobe-BTA Aktobe
- mistrz Kazachstanu: 2006/07, 2007/08
- finalista Pucharu Kazachstanu: 2007
- zdobywca Superpucharu Kazachstanu: 2007 (wiosna), 2007 (jesień)

Tajm Lwów
- mistrz Ukrainy: 2008/09, 2009/10
- zdobywca Pucharu Ukrainy: 2009/10
- zdobywca Superpucharu Ukrainy: 2009

Enerhija Lwów
- mistrz Ukrainy: 2011/12, 2015/16
- wicemistrz Ukrainy: 2010/11, 2013/14
- brązowy medalista mistrzostw Ukrainy: 2012/13, 2014/15
- zdobywca Pucharu Ukrainy: 2010/11, 2011/12, 2012/13, 2013/14
- finalista Superpucharu Ukrainy: 2011, 2013, 2014

### Sukcesy trenerskie
Enerhija Lwów
- mistrz Ukrainy: 2015/16
- wicemistrz Ukrainy: 2013/14
- brązowy medalista mistrzostw Ukrainy: 2014/15
- zdobywca Pucharu Ukrainy: 2013/14
- finalista Superpucharu Ukrainy: 2013, 2014

Urahan Iwano-Frankiwsk
- zdobywca Pucharu Ligi Ukrainy: 2018/19

### Sukcesy indywidualne
- król strzelców mistrzostw Ukrainy: 2008/09, 2011/12
- król strzelców mistrzostw Kazachstanu: 2006/07, 2007/08
- król strzelców Pucharu Ukrainy: 2008/09, 2012/13
- król strzelców Pucharu Kazachstanu: 2007
- król strzelców Superpucharu Kazachstanu: 2007 (wiosna), 2007 (jesień)
- na liście 15 najlepszych futsalistów Ukrainy: 2002/03
- najlepszy trener mistrzostw Ukrainy: 2015/16
- członek Klubu Ołeksandra Jacenki: 416 goli (3. miejsce)

### Odznaczenia
- tytuł Mistrza Sportu Ukrainy